# Jorge Valencia
Jorge Luis Valencia Arredondo (ur. 6 kwietnia 1991 w Querétaro) – meksykański piłkarz występujący na pozycji środkowego obrońcy.

## Kariera klubowa
Valencia jest wychowankiem zespołu Tigres UANL z siedzibą w mieście Monterrey. Do treningów drużyny seniorów został włączony w wieku 18 lat i zadebiutował w niej podczas rozgrywek SuperLigi, kiedy to wystąpił w trzech spotkaniach i wygrał ten turniej ze swoją ekipą. W meksykańskiej Primera División pierwszy mecz rozegrał za kadencji szkoleniowca Daniela Guzmána – 7 listopada 2009 w wygranej 4:0 konfrontacji z Atlante. Dwa lata później, podczas jesiennego sezonu Apertura 2011, wywalczył z Tigres tytuł mistrza Meksyku, jednak trener Ricardo Ferretti ani razu nie dał mu wówczas zagrać w spotkaniu ligowym. Drugim międzynarodowym turniejem, w którym brał udział Valencia, był za to Copa Libertadores 2012 – tam wystąpił w jednym meczu, natomiast ekipa Tigres odpadła już w fazie wstępnej, nie kwalifikując się do fazy grupowej.
| Sezon     | Klub        | Kraj   | Rozgrywki        | Mecze | Bramki |
| --------- | ----------- | ------ | ---------------- | ----- | ------ |
| 2009/2010 | Tigres UANL | Meksyk | Primera División | 1     | 0      |
| 2010/2011 | Tigres UANL | Meksyk | Primera División | 0     | 0      |
| 2011/2012 | Tigres UANL | Meksyk | Primera División |       |        |

## Kariera reprezentacyjna
W 2011 roku Valencia został powołany przez selekcjonera Juana Carlosa Cháveza do reprezentacji Meksyku U–20 na Młodzieżowe Mistrzostwa Świata w Kolumbii. Młody zawodnik wystąpił wówczas w dwóch meczach, nie strzelając gola i zajął ze swoją kadrą trzecie miejsce na światowym czempionacie.